# 500-km-Rennen auf dem Nürburgring 1964

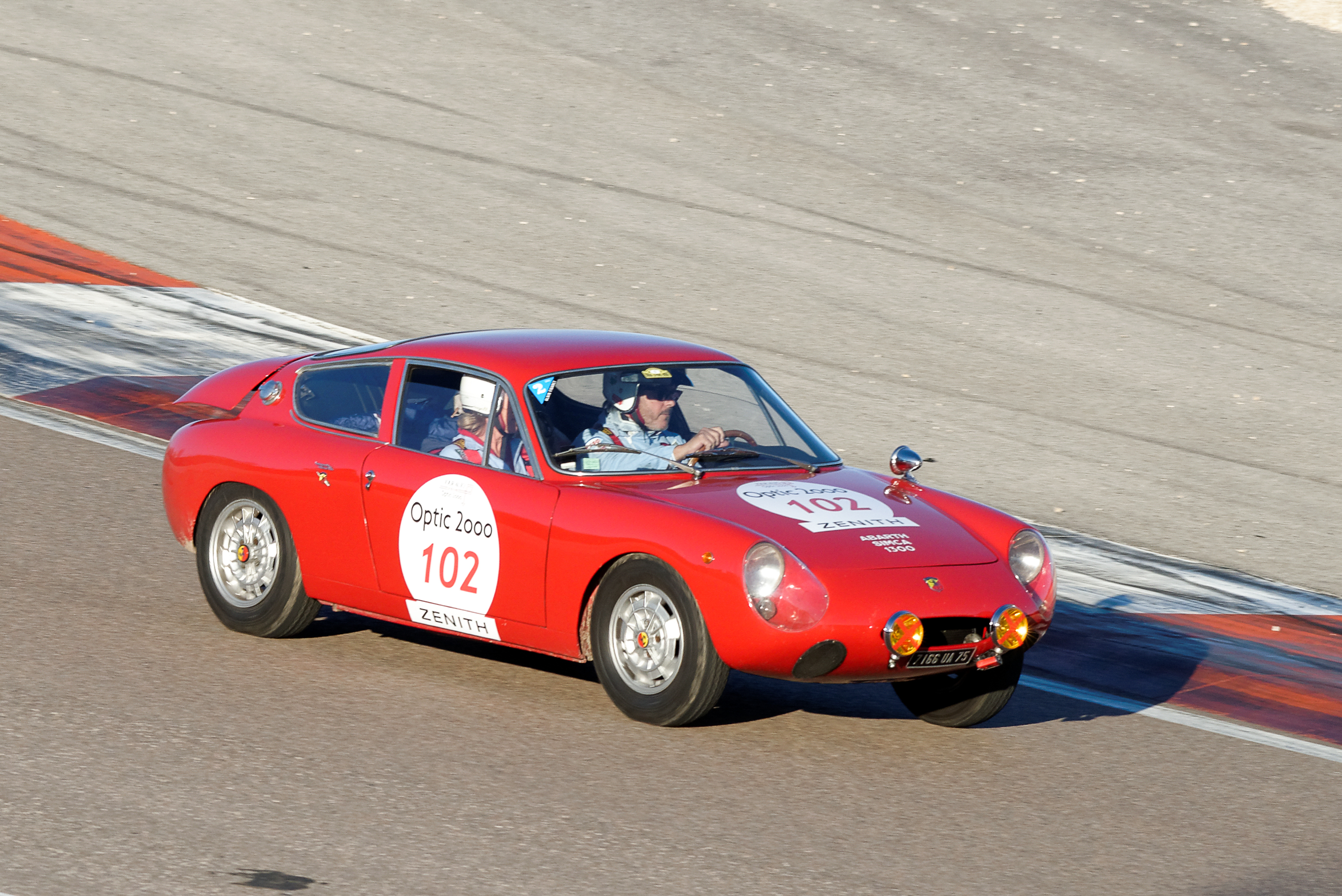
Abarth-Simca 1300 Bialbero

Das fünfte 500-km-Rennen auf dem Nürburgring, auch V. Internationales ADAC-500km-Rennen, Nürburgring, wurde am 6. September 1964 auf der Nordschleife des Nürburgrings ausgefahren und war der 15. Wertungslauf der Sportwagen-Weltmeisterschaft und das achte Rennen der Deutschen Rundstrecken-Meisterschaft dieses Jahres.

## Das Rennen
Zum dritten Mal nach 1962 und 1963 wurde im Rahmen der Sportwagen-Weltmeisterschaft auf der Nordschleife neben dem 1000-km-Rennen ein weiterer Wertungslauf ausgefahren. Das Rennen war ein Teil der Deutschen Rundstrecken-Meisterschaft, die 1964 ihre fünfte Saison erlebte.
Zugelassen waren Prototypen, GT- und Tourenwagen, deren Hubraum maximal 1,3 Liter betragen durfte. Um den Gesamtsieg entwickelte sich ein Duell zweier Werks-Abarth-Simca 1300 Bialbero mit einem weiteren, von der Scuderia Lufthansa eingesetzten Bialbero. Nach 4:19:33,8 Stunden Fahrzeit und einer Durchschnittsgeschwindigkeit von 116,00 km/h siegten Hans Herrmann und Klaus Steinmetz im Werkswagen mit einem Vorsprung von 27 Sekunden auf Ernst Furtmayr und Hans-Dieter Dechent im Lufthansa-Wagen.
Eine Armada an Rennfahrzeugen meldete der deutsche Rennwagenkonstrukteur und Rennstallbesitzer Willi Martini. Von den zehn gemeldeten Wagen nahmen neun am Rennen teil. Neben einem NSU Prinz und einem Auto Union Junior gingen Fahrer mit Eigenbau-Prototypen an den Start. Dazu zählte auch der von Kurt Louis gefahrene Martini Austin-Cooper. Ein Mini Cooper hatte eine aerodynamische Karosserie erhalten, bei deren Aufbau versucht wurde so viel Gewicht einzusparen wie möglich. Zum Rennen erschien Cooper-Mitgründer John Cooper, um die Konstruktion näher in Augenschein zu nehmen. Der Einsatz des Wagens endete nach 14 Runden durch einen Unfall. Bester Martini-Wagen im Ziel war der Auto Union Junior, der an 25. Stelle der Gesamtwertung ins Ziel kam.
Sein internationales Renndebüt hatte ein Honda S 600 mit 630-cm³-Motor, der in der Gran-Turismo-Klasse bis 1000 cm³ antrat und von Denis Hulme gefahren wurde. Beim Le-Mans-Start der 86 Teilnehmer blieb das kleine Auto allerdings zunächst als eines von dreien stehen und im weiteren Verlauf des Rennens war es anfangs verhältnismäßig langsam, aber zuverlässig. Nach etwa einem Drittel der Distanz erhöhte der Honda das Tempo, gewann pro Runde drei bis vier Plätze und wurde Klassensieger. Er fuhr 21 Runden in 4:30:12,6 Stunden, was einer Durchschnittsgeschwindigkeit von 106,36 km/h entspricht. Begünstigt wurden der Klassensieg und Platz 13 im Gesamtklassement durch den Ausfall bzw. die häufigen Boxenaufenthalte der trainingsschnelleren Marcos und durch Motorstörungen des Abarth 1000 von Kurt Geiss.

## Ergebnisse

### Schlussklassement
| 1               | P 1.3  | 130 | Abarth                      | Hans Herrmann Klaus Steinmetz          | Abarth-Simca 1300 Bialbero | 22 |
| 2               | GT 1.3 | 97  | Scuderia Lufthansa          | Ernst Furtmayr Hans-Dieter Dechent     | Abarth-Simca 1300 Bialbero | 22 |
| 3               | GT 1.3 | 100 | Abarth                      | Kurt Ahrens                            | Abarth-Simca 1300 Bialbero | 22 |
| 4               | P 1.3  | 125 | Richard Jacobs              | Andrew Hedges Alan Foster              | MG Midget                  | 22 |
| 5               | P 1.0  | 120 | Abarth                      | Anton Fischhaber                       | Fiat-Abarth 1000           | 22 |
| 6               | P 1.3  | 126 | Richard Jacobs              | Keith Greene Alan Foster               | MG Midget                  | 22 |
| 7               | T 1.0  | 58  | Bernd Wucherpfennig         | Christian Schmarje Bernd Wucherpfennig | Austin Mini-Cooper S       | 21 |
| 8               | T 1.3  | 72  | Gerhard Bodmer              | Gerhard Bodmer                         | Glas 1204 TS               | 21 |
| 9               | T 1.0  | 51  | Abarth                      | Jochen Neerpasch                       | Fiat-Abarth 1000 Berlina   | 21 |
| 10              | T 1.3  | 73  | Tartaruga                   | John Terry                             | Austin Mini-Cooper         | 21 |
| 11              | P 1.3  | 128 | John Milne                  | John Milne Alan Foster                 | MG Midget                  | 21 |
| 12              | T 850  | 27  | Erich Bitter                | Erich Bitter                           | Saab 96                    | 21 |
| 13              | GT 1.0 | 88  | Jack Brabham                | Denny Hulme                            | Honda S600                 | 21 |
| 14              | GT 1.3 | 98  | Friedheim Theissen          | Friedheim Theissen Ludwig Hammer       | Glas 1204 TS               | 21 |
| 15              | T 850  | 30  | Abarth                      | Fritz Jüttner                          | Fiat-Abarth 850TC          | 21 |
| 16              | T 1.0  | 68  | Gustav Bontemps             | Gustav Bontemps                        | DKW F 12                   | 21 |
| 17              | GT 1.0 | 92  | Fixo-Flex                   | Kurt Geiss                             | Fiat-Abarth 1000           | 21 |
| 18              | T 850  | 45  | Gerd Raschig                | Gerd Raschig                           | DKW F 11                   | 20 |
| 19              | T 1.0  | 56  | Waldemar Warmbold           | Waldemar Warmbold                      | Auto Union Junior          | 20 |
| 20              | T 1.3  | 84  | Otto Lux                    | Karl Herd Otto Lux                     | Glas 1204 TS               | 20 |
| 21              | T 1.0  | 59  | William Kelly               | William Kelly Philip Wicks             | Morris Mini Cooper         | 20 |
| 22              | T 1.3  | 78  | Continental American        | John Nibert Jim Smith                  | Morris Mini Cooper         | 20 |
| 23              | T 700  | 10  | Feigl                       | Jürgen Lenk Carl Kramer                | BMW 700S                   | 20 |
| 24              | GT 1.0 | 86  | Marcos                      | John Sutton                            | Marcos GT                  | 20 |
| 25              | GT 1.0 | 70  | Willi Martini               | Heinz-Dieter Werner Heinz Gilges       | Martini                    | 20 |
| 26              | T 1.0  | 66  | Martyn Ryan                 | Martyn Ryan R. M. Wilson               | Austin Mini-Cooper         | 20 |
| 27              | T 1.0  | 55  | William Shepherd            | John Williamson William Shepherd       | Austin Mini-Cooper         | 20 |
| 28              | T 1.3  | 95  | Aloyse Kridel               | Aloyse Kridel                          | Alfa Romeo Giulietta       | 20 |
| 29              | P 850  | 111 | Willi Martini               | Hans-Dieter Blatzheim Dieter Mohr      | Martini                    | 20 |
| 30              | GT 1.3 | 75  | Hoehreich MRRC              | Heinrich Oestreich Richard Höhfeld     | Glas 1204 TS               | 20 |
| 31              | T 600  | 4   | Roland Heck                 | Roland Heck Werner Müller              | NSU Prinz                  | 20 |
| 32              | T 850  | 31  | Abarth                      | Salvatore Calascibetta                 | Fiat-Abarth 850TC          | 19 |
| 33              | T 700  | 12  | Jürgen Grähser              | Jürgen Grähser Jürgen Zink             | BMW 700S                   | 19 |
| 34              | T 700  | 19  | Manfred Berthold            | Manfred Berthold Eckhard Schimpf       | BMW 700S                   | 19 |
| 35              | T 1.0  | 57  | Friedrich Noenen            | Karl-Heinz Reiter Friedrich Noenen     | DKW Junior                 | 19 |
| 36              | T 850  | 37  | Lars Thaung                 | Lars Thaung Olle Johansson             | Saab 96                    | 19 |
| 37              | P 1.0  | 117 | Diva                        | Peter Jackson Michael Brandon          | Diva GT                    | 19 |
| 38              | T 600  | 6   | Willi Martini               | Gerhard Wiedemann Heinrich Hülbüsch    | NSU Prinz                  | 19 |
| 39              | T 700  | 17  | Wilfried Zahn               | Wilfried Zahn Kurt Henninger           | BMW 700S                   | 19 |
| 40              | T 850  | 28  | Erich Bitter                | Hans-Peter Koepchen                    | Fiat-Abarth 850TC          | 19 |
| 41              | T 700  | 14  | Erich Bitter                | Willi Deutsch Werner Brinkmann         | BMW 700S                   | 19 |
| 42              | GT 1.0 | 85  | Marcos                      | Michael Forsdyke                       | Marcos Gullwing            | 19 |
| 43              | T 1.0  | 60  | Pat Gautot                  | Pat Gautot Wim de Jonghe               | Opel Kadett                | 19 |
| 44              | T 1.0  | 65  | Raymond Schweich            | Raymond Schweich Jacques Winandy       | Morris Mini Cooper         | 19 |
| 45              | T 1.3  | 83  | Otto Lux                    | Horst Rack                             | Glas 1204 TS               | 19 |
| 46              | P 850  | 112 | Willi Martini               | Dieter Mohr Anselm von Oertzen         | Martini                    | 19 |
| 47              | GT 1.0 | 87  | Marcos                      | Raymond Nash                           | Marcos Fastback            | 19 |
| 48              | T 600  | 1   | Rhein-Ruhr Racing           | Hans Böhm Lothar Köttgen               | NSU Prinz                  | 19 |
| 49              | T 600  | 5   | Thomas Ammerschläger        | Thomas Ammerschläger Axel Bonin        | NSU Prinz                  | 18 |
| 50              | T 1.0  | 64  | Peter Ochs                  | Peter Ochs                             | Auto Union Junior          | 18 |
| 51              | T 600  | 3   | Langenfeld Motor Sport Club | Peter Lux Helmut Becker                | NSU Prinz                  | 18 |
| Ausgefallen     |        |     |                             |                                        |                            |    |
| 52              | GT 1.3 | 96  | Mike Garton                 | Mike Garton                            | Austin-Healey Sprite       | 18 |
| 53              | P 1.0  | 124 | Paul Emery                  | Jeremy Delmar-Morgan Mike Walton       | Mike Walton                | 18 |
| 54              | P 850  | 113 | Willi Martini               | Georg Bialas Heinrich Hülbüsch         | Martini                    | 16 |
| 55              | P 1.0  | 116 | Diva                        | Peter Brayshaw Tim Lalonde             | Diva GT                    | 16 |
| 56              | T 850  | 44  | Langenfeld Motor Sport Club | Wilfried Oetelshoven Friedrich Noenen  | DKW F 11                   | 15 |
| 57              | T 850  | 34  | Wolfgang Jordis             | Wolfgang Jordis                        | Renault Dauphine           | 14 |
| 58              | P 1.3  | 131 | Willi Martini               | Kurt Louis                             | Martini Austin-Cooper      | 14 |
| 59              | T 850  | 40  | Kurt Pfnier                 | Kurt Pfnier                            | DKW F 11                   | 13 |
| 60              | T 850  | 39  | Peter Ruby                  | Peter Ruby                             | DKW F 11                   | 12 |
| 61              | P 850  | 121 | Willi Martini               | Christian Kubon Heinz Gilges           | Martini                    | 12 |
| 62              | T 700  | 18  | Hilversum Racing            | Johann Koster Freek Dudok van Heel     | BMW 700S                   | 11 |
| 63              | T 1.0  | 53  | Abarth                      | Giuseppe Virgilio                      | Fiat-Abarth 1000 Berlina   | 11 |
| 64              | T 1.0  | 63  | Tartaruga                   | J. C. Thurston                         | Morris Mini Cooper         | 11 |
| 65              | T 700  | 11  | Feigl                       | Günther Lehmann                        | BMW 700S                   | 9  |
| 66              | T 850  | 43  | Fixo-Flex                   | Alfred Kling                           | DKW Junior                 | 9  |
| 67              | T 850  | 46  | Leonardo Cirincione         | Leonardo Cirincione                    | Fiat-Abarth 850TC          | 9  |
| 68              | P 1.0  | 122 | Willi Martini               | Peter Otto                             | Martini                    | 9  |
| 69              | T 1.0  | 61  | Scuderia Sant Ambroeus      | Mario Saruggia Arturo Merzario         | Fiat-Abarth 1000 Berlina   | 7  |
| 70              | T 1.3  | 80  | Willi Martini               | Dieter Mohr Horst Eiteneuer            | Morris Mini Cooper S       | 7  |
| 71              | T 1.3  | 81  | BMC Germany                 | Karl-Heinz Becker                      | Morris Mini Cooper S       | 7  |
| 72              | T 1.0  | 62  | Dieter Fröhlich             | Paul Polzin Dieter Fröhlich            | Auto Union Junior          | 6  |
| 73              | T 700  | 15  | Hubert Hahne                | Hubert Hahne Klaus Miersch             | BMW 700S                   | 5  |
| 74              | T 850  | 26  | Hugo Schumacher             | Hugo Schumacher Jean-Jacques Bovy      | DKW F 11                   | 5  |
| 75              | T 850  | 41  | Hermann Wiese               | Hermann Wiese Heinrich Wiese           | DKW F 11                   | 5  |
| 76              | T 600  | 2   | Colonia                     | Hans Braun Josef Kremer                | NSU Prinz                  | 3  |
| 77              | T 1.0  | 71  | Tartaruga                   | R. F. Bunting                          | Austin Mini-Cooper         | 3  |
| 78              | T 850  | 38  | Radbourne Racing            | Charles Gunther John Anstead           | Fiat-Abarth 850TC          | 2  |
| 79              | P 1.0  | 118 | John Miles                  | John Miles John Edmund Miles           | Diva GT                    | 2  |
| 80              | T 850  | 35  | Hannelore Werner            | Hannelore Werner Manfred Roesner       | Auto Union Junior          | 1  |
| 81              | T 1.0  | 67  | Wolf-Dieter Mantzel         | Wolf-Dieter Mantzel Heinrich Schütz    | DKW F 12                   | 1  |
| 82              | GT 1.0 | 89  | Christopher McLaren         | Christopher McLaren                    | Marcos Fastback            | 1  |
| 83              | T 850  | 33  | Manfred Hartung             | Manfred Hartung                        | Fiat-Abarth 850TC          | 1  |
| 84              | T 1.3  | 74  | John Fitzpatrick            | John Fitzpatrick Ulrich Therstappen    | Austin Mini-Cooper         | 1  |
| 85              | T 1.3  | 76  | Sussex Racing               | Mike Renny                             | Morris Mini-Cooper         | 1  |
| 86              | P 850  | 110 | Abarth                      | Tommy Spychiger                        | Fiat-Abarth 850            | 1  |
| Nicht gestartet |        |     |                             |                                        |                            |    |
| 87              | T 850  | 29  | Andrea Saltari              | Andrea Saltari                         | Fiat-Abarth 850TC          | 1  |
| 88              | T 850  | 32  | Graz Racing                 | Hellfried von Kiwisch                  | Fiat-Abarth 850TC          | 2  |
| 89              | GT 1.0 | 90  | Abarth                      | Klaus Steinmetz                        | Fiat-Abarth 1000           | 3  |

1 nicht gestartet
2 nicht gestartet
2 nicht gestartet

### Nur in der Meldeliste
Hier finden sich Teams, Fahrer und Fahrzeuge, die ursprünglich für das Rennen gemeldet waren, aber aus den unterschiedlichsten Gründen daran nicht teilnahmen.
| Pos. | Klasse | Nr. | Team                   | Fahrer                         | Chassis                  |
| ---- | ------ | --- | ---------------------- | ------------------------------ | ------------------------ |
| 90   | T 700  | 20  | Peter Marx             | Peter Marx Kurt Härtner        | BMW 700S                 |
| 91   | T 850  | 36  | Tartaruga              | John Aley Heb Mayes            | DKW F 11                 |
| 92   | T 850  | 42  | Richard Weiland        | Richard Weiland Helmut Rehberg | DKW Junior               |
| 93   | T 850  | 50  | Fiat-Abarth            |                                | Fiat-Abarth 1000 Berlina |
| 94   | T 1.0  | 54  | R. W. Wickson          | R. W. Wickson Alan Hartwell    | Hillman Imp              |
| 94   | T 1.3  | 77  | Laurie Goodwin         | Laurie Goodwin                 | Ford Cortina             |
| 95   | T 1.3  | 82  | OASC                   | F. X. Schmoellerl Karl Ritter  | Morris Mini Cooper       |
| 96   | GT 1.0 | 91  | Edward Cuff-Miller     | Ellis Cuff-Miller              | Marcos Fastback          |
| 97   | GT 1.3 | 99  | Max Ernst              | Max Ernst Jean Bouquet         | René Bonnet Djet         |
| 98   | GT 1.3 | 101 | Team Elite             | John Wagstaff                  | Lotus Elite              |
| 99   | GT 1.3 | 102 | Team Elite             | Clive Hunt                     | Lotus Elite              |
| 100  | GT 1.3 | 103 | John Dickinson         | John Dickinson                 | Lotus Eleven GT          |
| 101  | P 1.3  | 104 | Capel                  |                                | Lotus Elite              |
| 102  | GT 1.3 | 105 | Biennoise              | Kurt Rost                      | René Bonnet Djet         |
| 103  | GT 1.3 | 106 | Continental American   | „James Bond“                   | Lotus Elite              |
| 104  | GT 1.3 | 107 | Anthony Kilburn        | Anthony Kilburn                | Lotus Elite              |
| 105  | P 850  | 114 | Scuderia Sant Ambroeus | Ricciardo Ricci                | Fiat-Abarth 850 Bertone  |
| 106  | P 1.0  | 123 | Paul Emery             | Paul Emery Ron Parkes          | Emery                    |
| 107  | P 1.3  | 127 | Diva                   | John Bloomfield Donald Sim     | Diva GT                  |
| 108  | P 1.3  | 132 | Willi Martini          |                                | Martini                  |
| 109  | P 1.3  | 133 | Lotus Continental      | Jean Wauters                   | Lotus                    |

### Klassensieger
| Klasse | Fahrer                | Fahrer              | Fahrzeug                   | Platzierung im Gesamtklassement |
| ------ | --------------------- | ------------------- | -------------------------- | ------------------------------- |
| P 1.3  | Hans Herrmann         | Klaus Steinmetz     | Abarth-Simca 1300 Bialbero | Gesamtsieg                      |
| P 1.0  | Andrew Hedges         | Alan Foster         | MG Midget                  | Rang 4                          |
| P 850  | Hans-Dieter Blatzheim | Dieter Mohr         | Martini                    | Rang 29                         |
| GT 1.3 | Ernst Furtmayr        | Hans-Dieter Dechent | Abarth-Simca 1300 Bialbero | Rang 2                          |
| GT 1.0 | Denny Hulme           |                     | Honda S600                 | Rang 13                         |
| T 1.3  | Gerhard Bodmer        |                     | Glas 1204 TS               | Rang 8                          |
| T 1.0  | Christian Schmarje    | Bernd Wucherpfennig | Austin Mini-Cooper S       | Rang 7                          |
| T 850  | Erich Bitter          |                     | Saab 96                    | Rang 12                         |
| T 700  | Jürgen Lenk           | Carl Kramer         | BMW 700S                   | Rang 23                         |
| T 600  | Roland Heck           | Werner Müller       | NSU Prinz                  | Rang 31                         |

### Renndaten
- Gemeldet: 109
- Gestartet: 86
- Gewertet: 51
- Rennklassen: 10
- Zuschauer: 25000
- Wetter am Renntag: Regen
- Streckenlänge: 22,810 km
- Fahrzeit des Siegerteams: 4:19:33,800  Stunden
- Gesamtrunden des Siegerteams: 22
- Gesamtdistanz des Siegerteams: 501,820 km
- Siegerschnitt: 115,999 km/h
- Pole Position: unbekannt
- Schnellste Rennrunde: Ernst Furtmayr – Abarth-Simca 1300 Bialbero (#97) – 10:58,700 = 124,664 km/h
- Rennserie: 15. Lauf zum Sportwagen-Weltmeisterschaft 1964
- Rennserie: 8. Lauf zur Deutschen Rundstrecken-Meisterschaft 1964